# Gabbiella stanleyi
Gabbiella stanleyi е вид коремоного от семейство Bithyniidae.

## Разпространение
Видът е разпространен в Малави.